# Verwaltungsgliederung von San Francisco

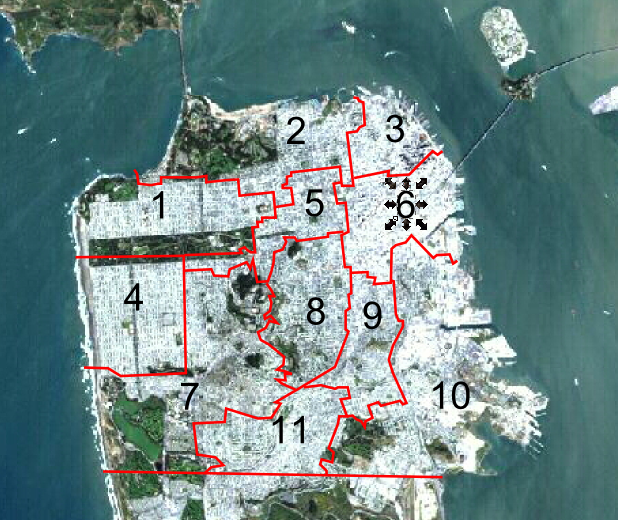
Districts

Die Verwaltungsgliederung der Stadt San Francisco erfolgt auf zwei Ebenen: 
das Stadtgebiet entspricht dem County of San Francisco und ist in elf Supervisorial Districts untergliedert, denen jeweils mehrere Neighborhoods, sogenannte Sub-Districts angehören. 
 
- District  1: Northwest
  - 1a Central Richmond
  - 1b Inner Richmond
  - 1c Jordan Park/Laurel Heights
  - 1d Lake
  - 1e Outer Richmond
  - 1f Seacliff
  - 1g Lone Mountain
- District  2: Central West
  - 2a Golden Gate Heights
  - 2b Outer Parkside
  - 2c Outer Sunset
  - 2d Parkside
  - 2e Central Sunset
  - 2f Inner Sunset
  - 2g Inner Parkside
- District  3: Southwest
  - 3a Lake Shore
  - 3b Merced Heights
  - 3c Pine Lake Park
  - 3d Stonestown
  - 3e Lakeside
  - 3f Merced Manor
  - 3g Ingleside Heights
  - 3h Ingleside
  - 3j Oceanview
- District  4: Twin Peaks West
  - 4a Balboa Terrace
  - 4b Diamond Heights
  - 4c Forest Hill
  - 4d Forest Knolls
  - 4e Ingleside Terrace
  - 4f Midtown Terrace
  - 4g St. Francis Wood
  - 4h Miraloma Park
  - 4j Forest Hill Extension
  - 4k Sherwood Forest
  - 4m Monterey Heights
  - 4n Mount Davidson Manor
  - 4p Westwood Highlands
  - 4r Westwood Park
  - 4s Sunnyside
  - 4t West Portal
- District  5: Central
  - 5a Glen Park
  - 5b Haight-Ashbury
  - 5c Noe Valley
  - 5d Twin Peaks
  - 5e Parnassus / Ashbury Heights
  - 5f Buena Vista Park
  - 5g Corona Heights
  - 5h Clarendon Heights
  - 5j Duboce Triangle
  - 5k Eureka Valley / Dolores Heights
  - 5m Mission Dolores
- District  6: Central North
  - 6a Anza Vista
  - 6b Hayes Valley
  - 6c Lower Pacific Heights
  - 6d Western Addition
  - 6e Alamo Square
  - 6f North Panhandle (Park North)
- District  7: North
  - 7a The Marina
  - 7b Pacific Heights
  - 7c Presidio Heights
  - 7d Cow Hollow
- District  8: Northeast
  - 8a Downtown
  - 8b Financial District
  - 8c Nob Hill
  - 8d North Beach
  - 8e Russian Hill
  - 8f Van Ness / Civic Center
  - 8g Telegraph Hill
  - 8h North Waterfront
  - 8j Tenderloin
- District  9: Central East
  - 9a Bernal Heights
  - 9c Inner Mission
  - 9d Mission Bay
  - 9e Potrero Hill
  - 9f South of Market (SoMa)
  - 9h South Beach
  - 9j Central Waterfront
- District 10: Southeast
  - 10a Bayview
  - 10b Crocker Amazon
  - 10c Excelsior
  - 10d Outer Mission
  - 10e Visitacion
  - 10f Portola
  - 10g Silver Terrace
  - 10h Mission Terrace
  - 10j Hunters Point

wird noch mit aufgezählt gehört aber nicht direkt zur City of San Francisco
- District 11: San Mateo County / Northwest
  - 11a “Original” Daly City
  - 11b Serramonte
  - 11c Southern Hills
  - 11d Westlake #1 and Olympic
  - 11e Westlake Heights
  - 11f Westlake Highlands
  - 11g Westlake Knolls
  - 11h Broadmoor
  - 11j St. Francis Heights
  - 11k Westlake Palisades
  - 11l Blossom Valley
  - 11m Crown Colony
  - 11n Colma
  - 11p Bayridge / Linda Vista
  - 11o Brisbane